# Hans Brunhart
Hans Brunhart, né le 28 mars 1945 à Balzers, est un homme politique, chef du gouvernement du Liechtenstein de 1978 à 1993.

## Biographie
Membre de l'Union patriotique (Vaterländische Union), parti d'orientation libérale et sociale, Hans Brunhart est simultanément chef du gouvernement, ministre des Affaires étrangères et des Finances de la principauté du Liechtenstein du 26 avril 1978 au 26 mai 1993. Il démissionne après la défaite de son parti aux élections législatives de 1993.
Depuis 1996, il est président du conseil d'administration de Verwaltungs-und Privat Bank AG à Vaduz.